# Stanisław Haller de Hallenburg
Stanisław Haller de Hallenburg (26. dubna 1872 – ? duben 1940) byl polský generál z významné polské šlechtické rodiny. Jeho bratrancem byl generál Józef Haller.
V letech 1894 až 1918 sloužil v rakousko-uherské armádě. V roce 1918 vstoupil do nově budované Polské armády. Bojoval v polsko-sovětské válce. Byl náčelníkem generálního štábu v letech 1923 až 1925 a krátce v květnu 1926. Odešel do výslužby jako odpůrce nového režimu. Byl zatčen v roce 1939 sověty a v dubnu 1940 byl zavražděn NKVD během Katyňského masakru.